# Sogossagasso
Sogossagasso est une commune rurale du département de Bobo-Dioulasso de la province du Houet dans la région du Hauts-Bassins au Burkina Faso.

## Géographie
Sogossagasso est située dans le 4e arrondissement du département de Bobo-Dioulasso, à 28 km du centre de Bobo-Dioulasso.

## Économie
L'économie de la commune est liée à sa localisation le long de la route nationale 1 sur l'axe menant à Bobo-Dioulasso.

## Éducation et santé
La commune de Sogossagasso accueille un centre de santé et de promotion sociale (CSPS).